# Alexej von Jawlensky
Alexej von Jawlensky (russ.: Алексей Георгиевич Явленский, født 13. marts 1865 i Torzjok i Tver oblast, Det Russiske Kejserrige; død 15. marts 1941 i Wiesbaden) var en russisk maler som også var aktiv i Tyskland og Schweiz.
Ved farens død i 1882 påbegyndte Jawlensky en karriere inden for militæret, hvor han 1887 blev løjtnant.

I Sankt Petersborg havde han studeret hos maleren Ilja Repin, hvor han mødte Marianne von Werefkin.
Han ledsagede Werefkin og dennes hushjælp Helene Nesnakomoff (de) på en rejse til München og senere på grund af 1. verdenskrig til Schweiz. 1919 flyttede de til Ascona ved Lago Maggiore i det sydlige Schweiz, hvor Werefkin sluttede sig til kunstnergruppen "Großer Bär". Hun og Jawlensky gik fra hinanden to år senere. 1922 giftede Jawlensky sig med Helene Nesnakomoff som han allerede havde sønnen Andreas med (1902-84(de,).
Jawlensky var 1909-11 medlem af kunstnergruppen Neue Künstlervereinigung München, og 1912 sluttede han sig med sin daværende partner Marianne von Werefkin til kunstnergruppen Der Blaue Reiter.
1924 udstillede han med Die Blaue Vier.
| - Jawlensky − selvportrætter - 1904 - 1905 - 1911 - 1912 |

| - Jawlenskys portrætter af Helene − hans kone fra 1922 - Helene, 1900 - Med mørkeblå turban, 1910 - Med udslaget hår, 1911 - 1911 - ca. 1913 - Kvinde med pandekrølle, 1913 |

| - Værker af Jawlensky − efter år - Den pukkelryggede (de), 1906 - Olivenlund, landskab med veje og træer, 1907 - Portræt af Alexander Sakharoff (en), 1909 - Schokko med rød hat, 1909 - Portræt af ung pige, 1909 - Ung kvinde med pæoner, 1909 - Ung pige med blomsterhat, 1910 - Schokko med bredskygget hat, 1910 - Siddende kvindelig model, 1910 - Violet turban, 1911 - Et ungt menneske, 1911 - Kvindehoved, 1911 - Kvindeansigt, o. 1911 - Landskab med rødt tag, o. 1911 - Kvindehoved (de), 1912 - Oberstdorf, 1912 - Ensomhed, 1912 - Kvindeportræt, 1912 - Blåt hoved, 1912 - Kvinde med brune krøller, 1913 - Den blå mantel (en), 1913 - Stilleben med flaske, brød og rødt tapet med svaler, 1915 - Variation, ca. 1916 - Frelseransigt: Martyr, 1919 - Frelseransigt, døden II (Heilandsgesicht, Der Tod II), o. 1919 - Forundring, 1919 - Médusa, lys og skygge, 1923 |